# Liste der Biografien/Burn
Liste der Biografien |
Portal Biografien |
Personensuche
# |
A |
B |
C |
D |
E |
F |
G |
H |
I |
J |
K |
L |
M |
N |
O |
P |
Q |
R |
S |
T |
U |
V |
W |
X |
Y |
Z |
?
 
Ba |
Be |
Bd |
Bg |
Bh |
Bi |
Bj |
Bl |
Bm |
Bn |
Bo |
Br |
Bs |
Bu |
Bw |
By |
Bz
 
Bua |
Bub |
Buc |
Bud |
Bue |
Buf |
Bug |
Buh |
Bui |
Buj |
Buk |
Bul |
Bum |
Bun |
Buo |
Buq |
Bur |
Bus |
But–Buz
 
Bura |
Burb |
Burc |
Burd |
Bure |
Burf |
Burg |
Burh |
Buri |
Burj |
Burk |
Burl |
Burm |
Burn |
Buro |
Burp |
Burq |
Burr |
Burs |
Burt |
Buru |
Burv |
Burw |
Burx |
Bury |
Burz
Die Liste der Biografien führt alle Personen auf, die in der deutschsprachigen Wikipedia einen Artikel haben. Dieses ist eine Teilliste mit 311 Einträgen von Personen, deren Namen mit den Buchstaben „Burn“ beginnt.

## Burn
- Burn, Amos (1848–1925), englischer Schachspieler
- Burn, Chris (* 1955), britischer Komponist und Pianist der Jazz- und Improvisationsmusik
- Burn, Dan (* 1992), englischer Fußballspieler
- Burn, Gerald Maurice (1862–1945), englischer Marinemaler, Architekturmaler und Radierer
- Burn, Hans (* 1965), Schweizer Behindertensportler
- Burn, Henry († 1884), englischer Maler, Zeichner und Lithograph
- Burn, Hilary (* 1946), britische Tierillustratorin
- Burn, Ian (1939–1993), australischer Konzeptkünstler
- Burn, John (1884–1958), britischer Ruderer
- Burn, Johnnie (* 1970), britischer Tontechniker
- Burn, Joshua Harold (1892–1981), britischer Pharmakologe
- Burn, Rodney Joseph (1899–1984), britischer Maler und Kunstpädagoge
- Burn, William (1789–1870), schottischer Architekt
- Burn-Murdoch, William Gordon (1862–1939), schottischer Maler und Reiseschriftsteller

### Burna
- Burna Boy (* 1991), nigerianischer Dancehall- und Reggae-MusikerBurna Boy (* 1991)

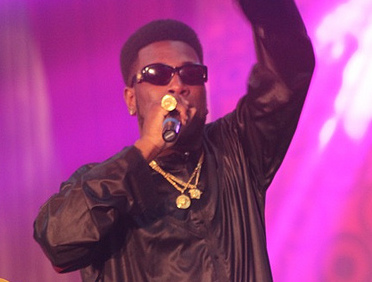
Burna Boy (* 1991)

- Burna-buriaš I., König von Babylonien
- Burna-buriaš II., König von Babylonien
- Burnaby, Frederick Gustavus (1842–1885), britischer Militär, Schriftsteller und Reisender
- Burnaby, John (1701–1774), britischer Diplomat
- Burnacini, Giovanni (1609–1655), italienischer Theaterarchitekt und Bühnenbildner
- Burnacini, Lodovico Ottavio (1636–1707), italienischer Architekt, Grafiker, Bühnen- und Kostümbildner
- Burnand, Alphonse (1896–1981), US-amerikanischer Segler
- Burnand, Eugène (1850–1921), Schweizer Maler
- Burnap, Andrew (* 1991), US-amerikanischer SchauspielerAndrew Burnap (* 1991)

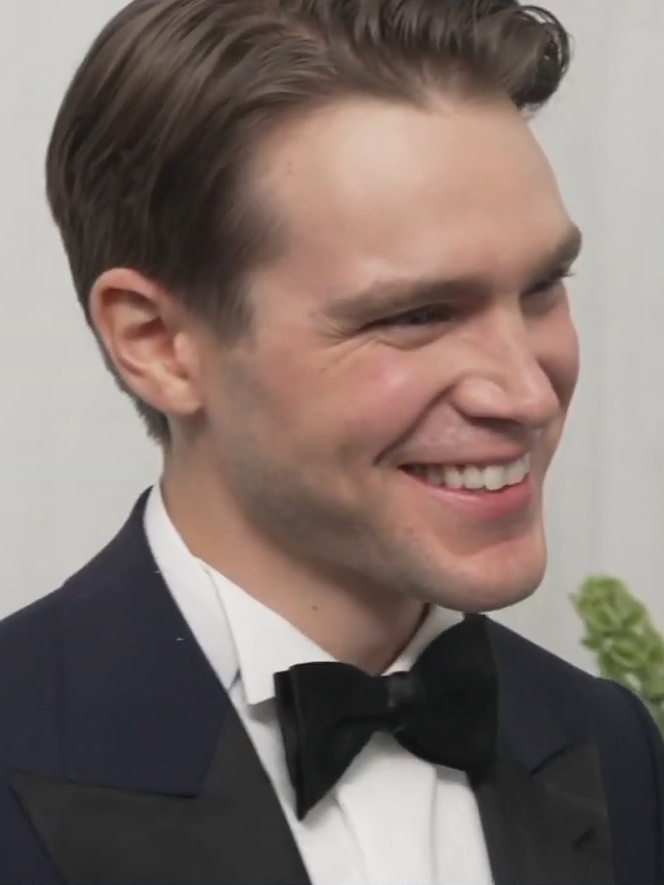
Andrew Burnap (* 1991)

- Burnap, Campbell (1939–2008), britischer Musiker des Traditional Jazz (Posaune, Gesang) und Rundfunkmoderator
- Burnard, Verna (* 1956), australische Sprinterin
- Burnaschewa, Bella Alexejewna (* 1944), sowjetisch-russische Astronomin
- Burnasjan, Bagrat Genrikowitsch (* 1957), russischer Tischtennisspieler
- Burnat, Adolphe (1872–1946), Schweizer Architekt
- Burnat, Emad, palästinensischer Filmregisseur, Kammermann und Filmproduzent
- Burnat, Ernest (1833–1922), Schweizer Architekt
- Burnat-Provins, Marguerite (1872–1952), französisch-schweizerische Malerin
- Burnay, Alphonse de (1899–1971), portugiesischer Autorennfahrer

### Burne
- Burne-Jones, Edward (1833–1898), britischer Maler und ein Vertreter der Präraffaeliten
- Burne-Jones, Philip (1861–1926), britischer Kunstmaler und Illustrator
- Burnel, Jean-Jacques (* 1952), britisch-französischer MusikerJean-Jacques Burnel (* 1952)

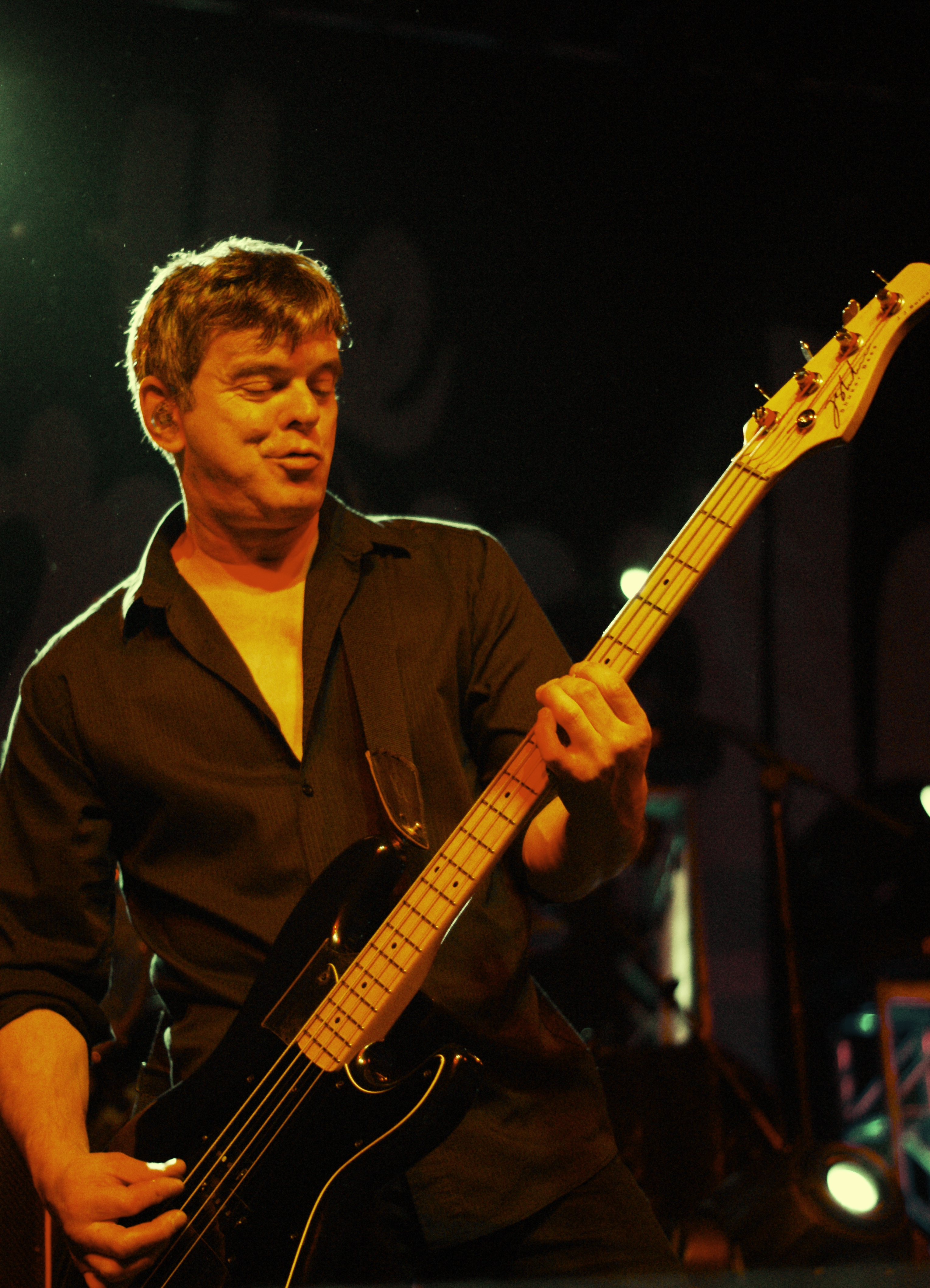
Jean-Jacques Burnel (* 1952)

- Burneleit, Karin (* 1943), deutsche Leichtathletin und Olympiateilnehmerin (DDR)
- Burnell, Arthur Coke (1840–1882), englischer Lehrer von Sanskrit
- Burnell, Barker (1798–1843), US-amerikanischer Politiker
- Burnell, Charles (1876–1969), britischer Ruderer
- Burnell, Edward († 1415), englischer Ritter
- Burnell, Edward, 1. Baron Burnell († 1315), englischer Adliger
- Burnell, Hugh, 2. Baron Burnell († 1420), englischer Adliger
- Burnell, Maud, englische Adlige
- Burnell, Nicholas, 1. Baron Burnell († 1383), englischer Adliger
- Burnell, Philip († 1294), englischer Adliger
- Burnell, Richard (1917–1995), britischer Ruderer
- Burnell, Robert († 1292), englischer Geistlicher, Lordkanzler und Bischof von Bath und Wells
- Burnell-Nugent, James (* 1949), britischer Admiral
- Burnelle, Ernest (1908–1968), belgischer Politiker
- Burnelli, Vincent (1895–1964), US-amerikanischer Luftfahrtingenieur
- Bürner, Friedrich (1861–1926), württembergischer Oberamtmann
- Burnes, Alexander (1805–1841), britischer Entdecker
- Burnes, Daniel Dee (1851–1899), US-amerikanischer Politiker
- Burnes, James Nelson (1827–1889), US-amerikanischer Politiker
- Burness, Courtney Taylor (* 1995), US-amerikanische Schauspielerin
- Burness, Kevin (* 1965), nordirischer Dartspieler
- Burness, Les (1911–2000), US-amerikanischer Jazzmusiker (Piano)
- Burnet, Anna (* 1992), britische Seglerin
- Burnet, David G. (1788–1870), amerikanischer Politiker
- Burnet, Frank Macfarlane (1899–1985), australischer Mediziner
- Burnet, Gilbert (1643–1715), englischer Prälat, Staatsmann und Historiker schottischer Abstammung
- Burnet, Guy (* 1983), britischer SchauspielerGuy Burnet (* 1983)

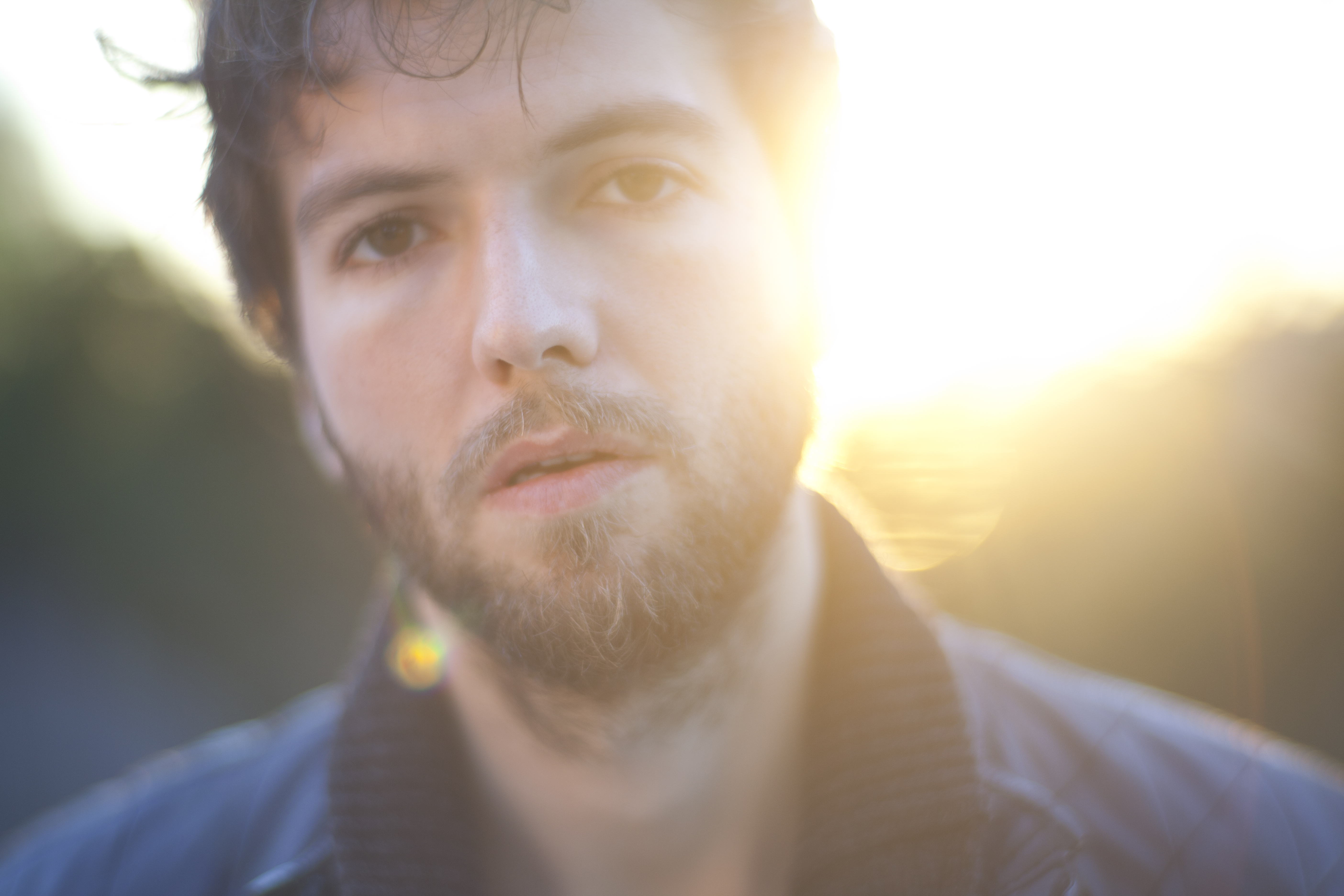
Guy Burnet (* 1983)

- Burnet, Jacob (1770–1853), US-amerikanischer Politiker
- Burnet, John (1784–1868), schottischer Maler und Kupferstecher
- Burnet, John (1863–1928), schottischer klassischer Philologe
- Burnet, Lorenzo (* 1991), niederländischer Fußballspieler
- Burnet, Taymir (* 1992), niederländischer Leichtathlet
- Burnet, Thomas († 1715), englischer Autor und Theologe
- Burnet, William (1688–1729), britischer Kolonialgouverneur mehrerer Kolonien in Amerika
- Burnet, William (1730–1791), britisch-amerikanischer Politiker
- Burnett, A. J. (* 1977), US-amerikanischer Baseballspieler
- Burnett, Adrian, australischer Balletttänzer und Choreograph
- Burnett, Alan (* 1949), US-amerikanischer Drehbuch- und Comicautor
- Burnett, Alan (* 1978), schottischer Snookerspieler
- Burnett, Alysha (* 1997), australische Leichtathletin
- Burnett, Anne Pippin (1925–2017), US-amerikanische Klassische Philologin
- Burnett, Brian (1913–2011), britischer Luftmarschall, Tennisspieler und -funktionär
- Burnett, Carl (* 1941), amerikanischer Jazz- und Funkmusiker (Schlagzeug)
- Burnett, Carol (* 1933), US-amerikanische SchauspielerinCarol Burnett (* 1933)

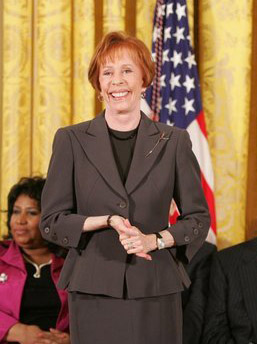
Carol Burnett (* 1933)

- Burnett, Charles (* 1944), US-amerikanischer Filmregisseur, Filmproduzent, Autor und Fotograf
- Burnett, Charles Stuart Freeman (* 1951), britischer Arabist
- Burnett, Edward (1849–1925), US-amerikanischer Politiker
- Burnett, Erin (* 1976), US-amerikanische Nachrichtenmoderatorin
- Burnett, Fiona (* 1971), australische Jazzmusikerin (Sopransaxophon, Komposition)
- Burnett, Frances Hodgson (1849–1924), britische Autorin
- Burnett, Garrett (1975–2022), kanadischer Eishockeyspieler
- Burnett, Gilbert Thomas (1800–1835), britischer Botaniker und Zoologe
- Burnett, Henry Cornelius (1825–1866), US-amerikanischer Politiker (Demokratische Partei)
- Burnett, Howard (* 1961), jamaikanischer Sprinter
- Burnett, James († 1799), schottischer Advokat und Literat
- Burnett, Jamie (* 1975), schottischer Snookerspieler
- Burnett, Jason (* 1986), kanadischer Trampolinturner
- Burnett, John George (1876–1935), britischer Politiker, Mitglied des House of Commons
- Burnett, John Lawson (1854–1919), US-amerikanischer Rechtsanwalt und Politiker
- Burnett, John, Baron Burnett (* 1945), britischer Politiker (Liberal Democrats)
- Burnett, Meagen (* 1974), südafrikanische Badmintonspielerin
- Burnett, Molly (* 1988), US-amerikanische Schauspielerin
- Burnett, Morgan (* 1989), US-amerikanischer American-Football-Spieler
- Burnett, Nastassja (* 1992), italienische Tennisspielerin
- Burnett, Paul (* 1998), australischer Beachvolleyballspieler
- Burnett, Peter (1807–1895), US-amerikanischer Politiker
- Burnett, Richie (* 1967), walisischer Dartspieler
- Burnett, Robert (1887–1959), Admiral der Royal Navy
- Burnett, Ryan (* 1992), irischer Boxer
- Burnett, T Bone (* 1948), US-amerikanischer Rockmusiker und MusikproduzentT Bone Burnett (* 1948)

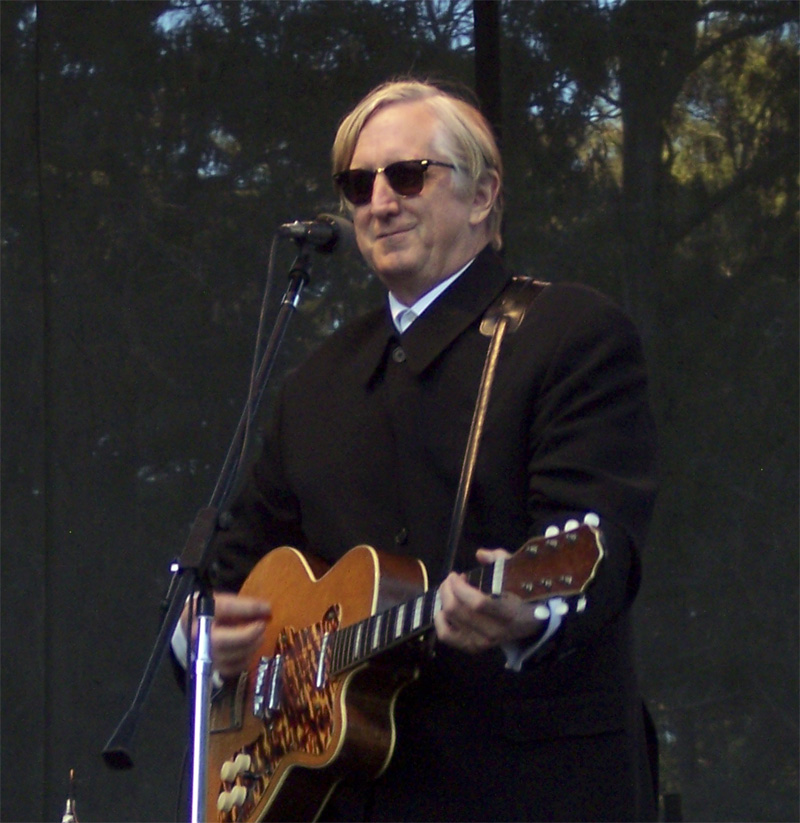
T Bone Burnett (* 1948)

- Burnett, Theodore Legrand (1829–1917), US-amerikanischer Soldat und konföderierter Politiker
- Burnett, Waldo Irving († 1854), US-amerikanischer Zoologe
- Burnett, William Riley (1899–1982), US-amerikanischer Schriftsteller und Drehbuchautor
- Burnette, Billy (* 1953), US-amerikanischer Rockmusiker
- Burnette, Dorsey (1932–1979), US-amerikanischer Country- und Rockabilly-Musiker und Songschreiber
- Burnette, Johnny (1934–1964), US-amerikanischer Rockabilly-MusikerJohnny Burnette (1934–1964)

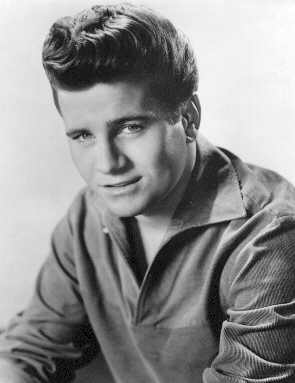
Johnny Burnette (1934–1964)

- Burnette, Justin (* 1981), US-amerikanischer Kinderdarsteller
- Burnette, Kurt (* 1955), Geistlicher, Bischof von Passaic
- Burnette, Olivia (* 1977), US-amerikanische Schauspielerin
- Burnette, Ranie (1913–2000), US-amerikanischer Bluesmusiker
- Burnette, Rocky (* 1953), US-amerikanischer Sänger
- Burnette, Smiley (1911–1967), US-amerikanischer Schauspieler
- Burnette, Thomas N. (1944–2019), US-amerikanischer Offizier, Generalleutnant der US-Army
- Burnette, W. Neal (* 1944), US-amerikanischer Biochemiker
- Burney Richards, Dorothy (1894–1985), US-amerikanische Verhaltensforscherin, Umweltschützerin, Gründerin einer Stiftung
- Burney, Charles (1726–1814), englischer Organist, Komponist und Musikhistoriker
- Burney, Dennistoun (1888–1968), britischer Marineoffizier, Ingenieur, Unternehmer und Politiker
- Burney, Dwight W. (1892–1987), US-amerikanischer Politiker
- Burney, Fanny (1752–1840), englische Schriftstellerin
- Burney, Henry (1792–1845), britischer Handlungsreisender und Diplomat
- Burney, Linda (* 1957), australische Politikerin, Mitglied des Australischen Repräsentantenhauses und Bundesministerin, Mitglied der Legislativversammlung und Ministerin von New South Wales
- Burney, Sarah (1772–1844), englische Schriftstellerin
- Burney, Sayed Muzaffar Hussain (1923–2014), indischer Verwaltungsbeamter und Politiker
- Burney, William E. (1893–1969), US-amerikanischer Politiker

### Burnh
- Burnham, Alfred A. (1819–1879), US-amerikanischer Politiker
- Burnham, Andrew (* 1948), britischer Geistlicher
- Burnham, Andrew (* 1970), britischer Politiker, Mitglied des House of Commons und Minister
- Burnham, Bo (* 1990), US-amerikanischer Komiker, Filmemacher und MusikerBo Burnham (* 1990)

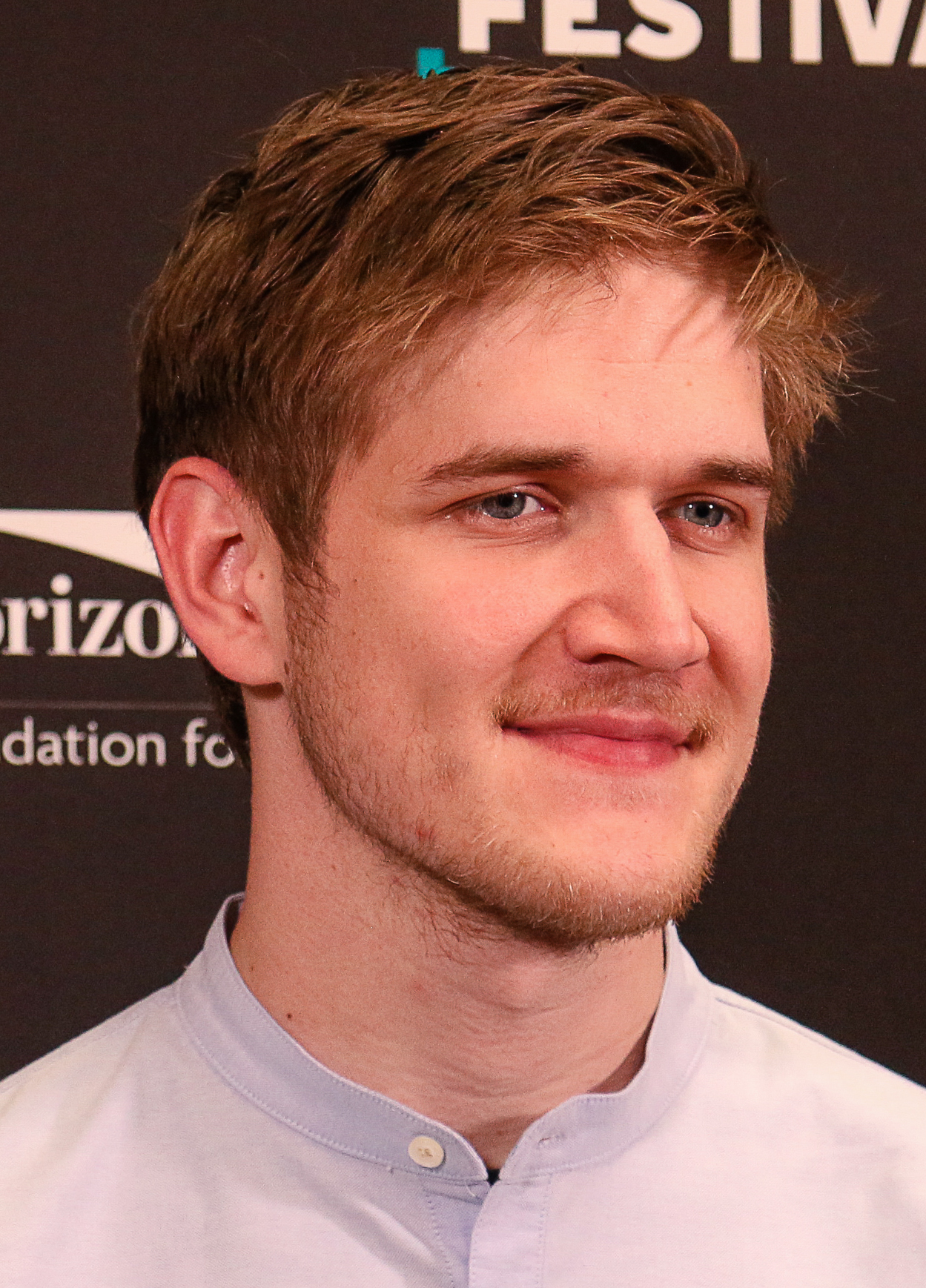
Bo Burnham (* 1990)

- Burnham, Charles (* 1950), US-amerikanischer Jazzviolinist
- Burnham, Daniel (1846–1912), US-amerikanischer Architekt und Stadtplaner
- Burnham, David (1933–2024), US-amerikanischer Autor und investigativer Journalist
- Burnham, Deniz (* 1985), US-amerikanische Raumfahrtanwärterin
- Burnham, Ezra (1947–1973), barbadischer Sprinter
- Burnham, Forbes (1923–1985), guyanischer Politiker und Präsident von Guyana
- Burnham, Frederick Russell (1861–1947), britischer Offizier
- Burnham, George (1868–1939), US-amerikanischer Politiker
- Burnham, Gracia (* 1959), US-amerikanische protestantische Missionarin
- Burnham, Henry E. (1844–1917), US-amerikanischer Politiker
- Burnham, James (1905–1987), US-amerikanischer Soziologe und Intellektueller
- Burnham, Kevin (1956–2020), US-amerikanischer Segler
- Burnham, Robert Jr. (1931–1993), US-amerikanischer Astronom
- Burnham, Sherburne Wesley (1838–1921), US-amerikanischer Astronom
- Burnham, Viola (1930–2003), Firstlady von Guyana
- Burnham, Walter Dean (1930–2022), US-amerikanischer Politikwissenschaftler
- Burnham, William P. (1860–1930), US-amerikanischer Offizier, Generalmajor der US-Army
- Burnhauser, Wolfgang (1931–2004), deutscher Anwalt und Senator (Bayern)
- Burnheim, John (1927–2023), australischer Philosoph

### Burni
- Burnić, Dženis (* 1998), deutsch-bosnischer FußballnationalspielerDženis Burnić (* 1998)

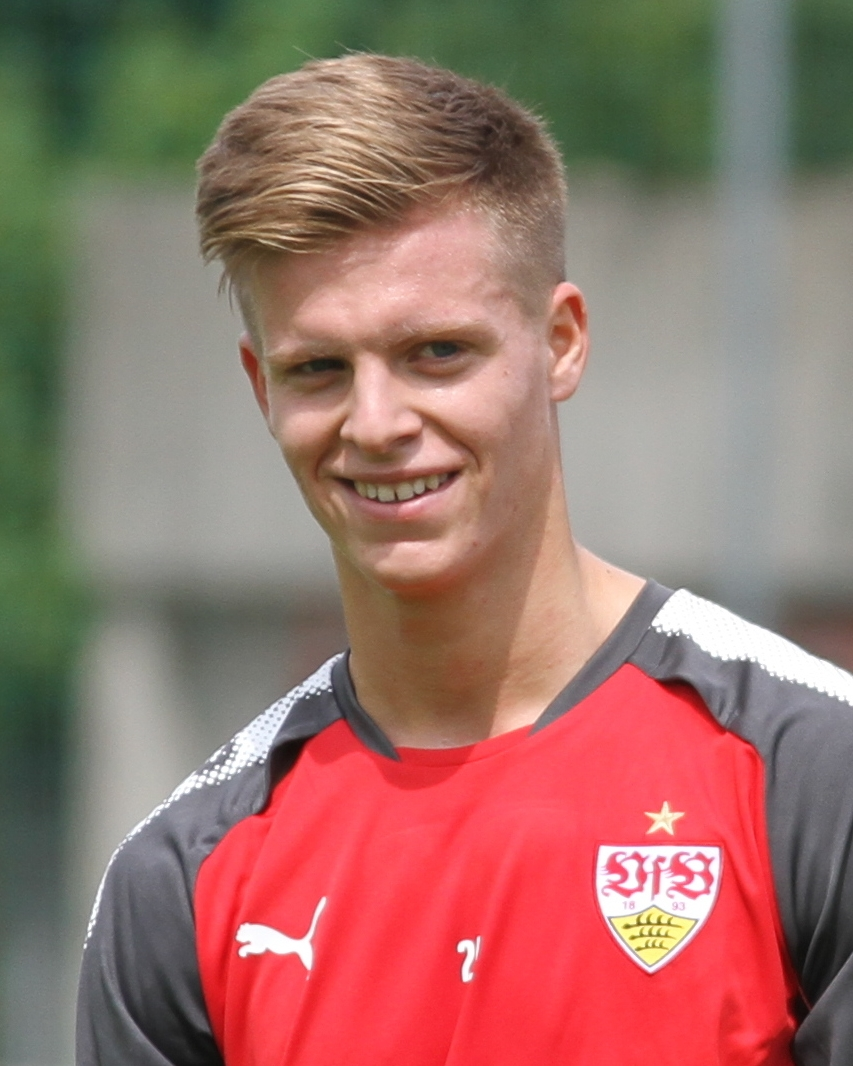
Dženis Burnić (* 1998)

- Burnicki, Ralf (* 1962), deutscher postanarchistischer Theoretiker und Lyriker
- Burnier, Andreas (1931–2002), niederländische Schriftstellerin und Kriminologin
- Burnier, Edouard (1906–1990), Schweizer evangelischer Theologe und Hochschullehrer
- Burnier, Louis (1795–1873), Schweizer evangelischer Geistlicher und Schulreformer
- Burnier, Radha (1923–2013), indische Autorin, Freimaurerin und Theosophin
- Burnier, Raymond (1912–1968), schweizerischer Fotograf
- Burnier, Richard (1826–1884), niederländischer Maler
- Burning Spear (* 1948), jamaikanischer Reggae-MusikerBurning Spear (* 1948)

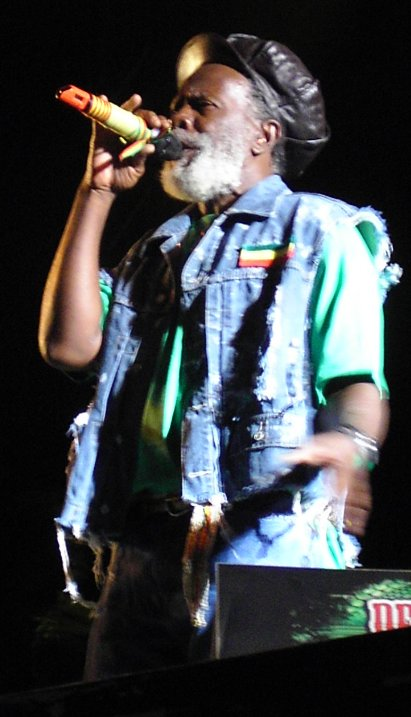
Burning Spear (* 1948)

- Burningham, John (1936–2019), britischer Kinderbuchautor und Illustrator
- Burnitz, Peter (1824–1886), deutscher Maler
- Burnitz, Rudolf (1788–1849), deutscher Architekt
- Burnitz, Rudolf Heinrich (1827–1880), deutscher Architekt

### Burnl
- Burnley, James H. (* 1948), US-amerikanischer Politiker
- Burnley, Paul, britischer Rechtsrock-Sänger und Gründungsmitglied von Blood and Honour

### Burno
- Burno, Dwayne (1970–2013), US-amerikanischer Jazzmusiker
- Burnod, Élisabeth (1916–1979), Schweizer Schriftstellerin
- Burnotte, Jules (* 1996), kanadischer Biathlet
- Burnouf, Émile (1821–1907), französischer Indologe und Altphilologe
- Burnouf, Eugène (1801–1852), französischer Orientalist
- Burnouf, Jean-Louis (1775–1844), französischer Philologe

### Burnq
- Burnquist, Bob (* 1976), professioneller SkateboarderBob Burnquist (* 1976)

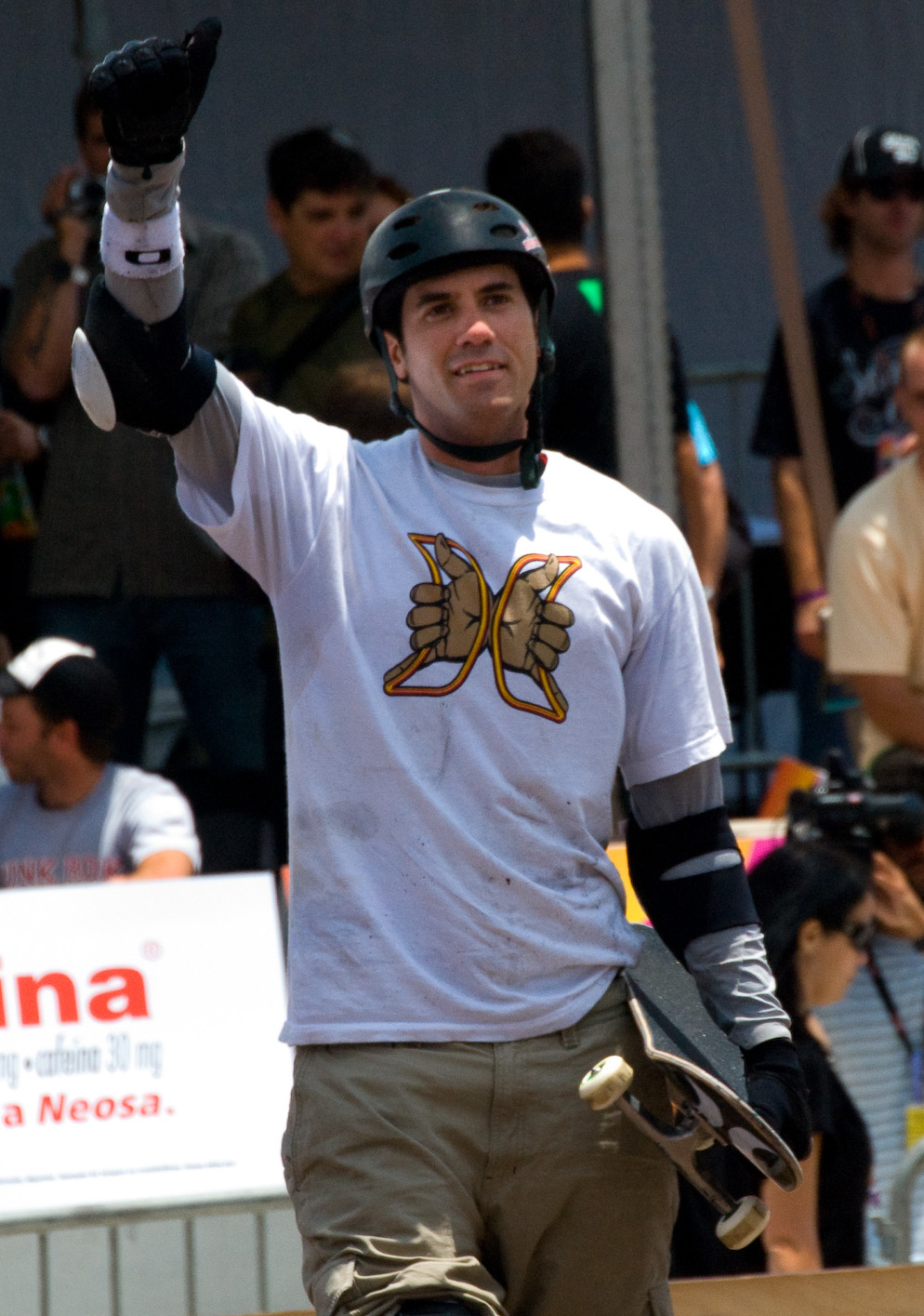
Bob Burnquist (* 1976)

- Burnquist, Joseph A. A. (1879–1961), US-amerikanischer Politiker

### Burns
- Burns, Alan Cuthbert Maxwell (1887–1980), britischer Kolonialgouverneur
- Burns, Alec (1907–2003), britischer Langstreckenläufer
- Burns, Allan (1935–2021), US-amerikanischer Drehbuchautor und Fernsehproduzent
- Burns, Anna (* 1962), nordirische Schriftstellerin
- Burns, Arnold I. (1930–2013), US-amerikanischer Rechtsanwalt und stellvertretender US Attorney General
- Burns, Arthur F. (1904–1987), US-amerikanischer Ökonom und Diplomat
- Burns, Bart (1918–2007), US-amerikanischer Offizier, Schauspieler und Fernsehschauspieler
- Burns, Bernard (* 1940), britischer Radrennfahrer
- Burns, Blanca (* 1987), US-amerikanische Basketballschiedsrichterin mexikanischer Abstammung

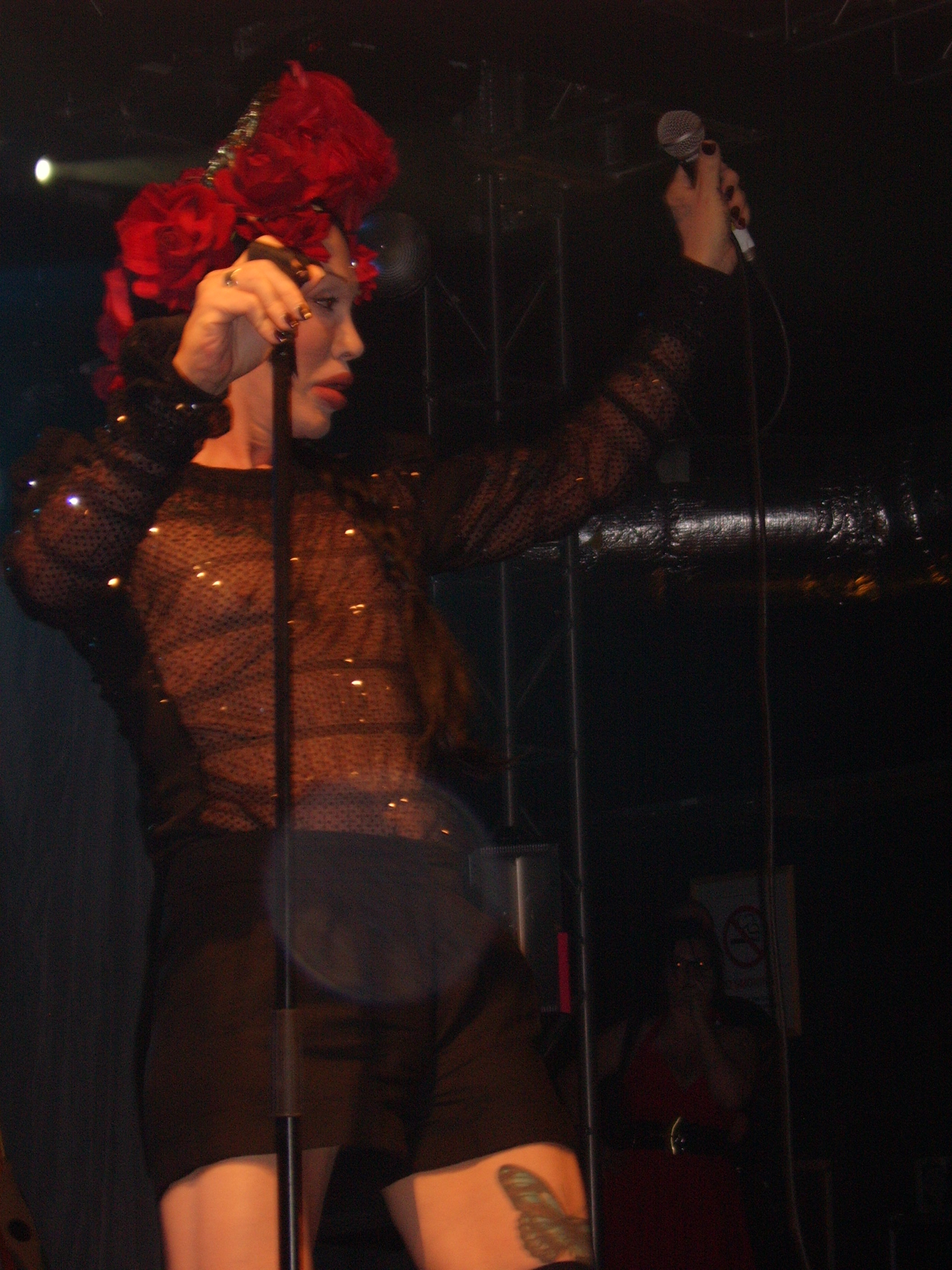
Pete Burns (1959–2016)

- Burns, Bob (1890–1956), US-amerikanischer Schauspieler
- Burns, Bobby (* 1999), nordirischer Fußballspieler
- Burns, Brent (* 1985), kanadischer Eishockeyspieler
- Burns, Brian (* 1998), US-amerikanischer American-Football-Spieler
- Burns, Brian D. (* 1939), US-amerikanischer Politiker
- Burns, Brooke (* 1978), US-amerikanische Schauspielerin und ehemaliges ModelBrooke Burns (* 1978)

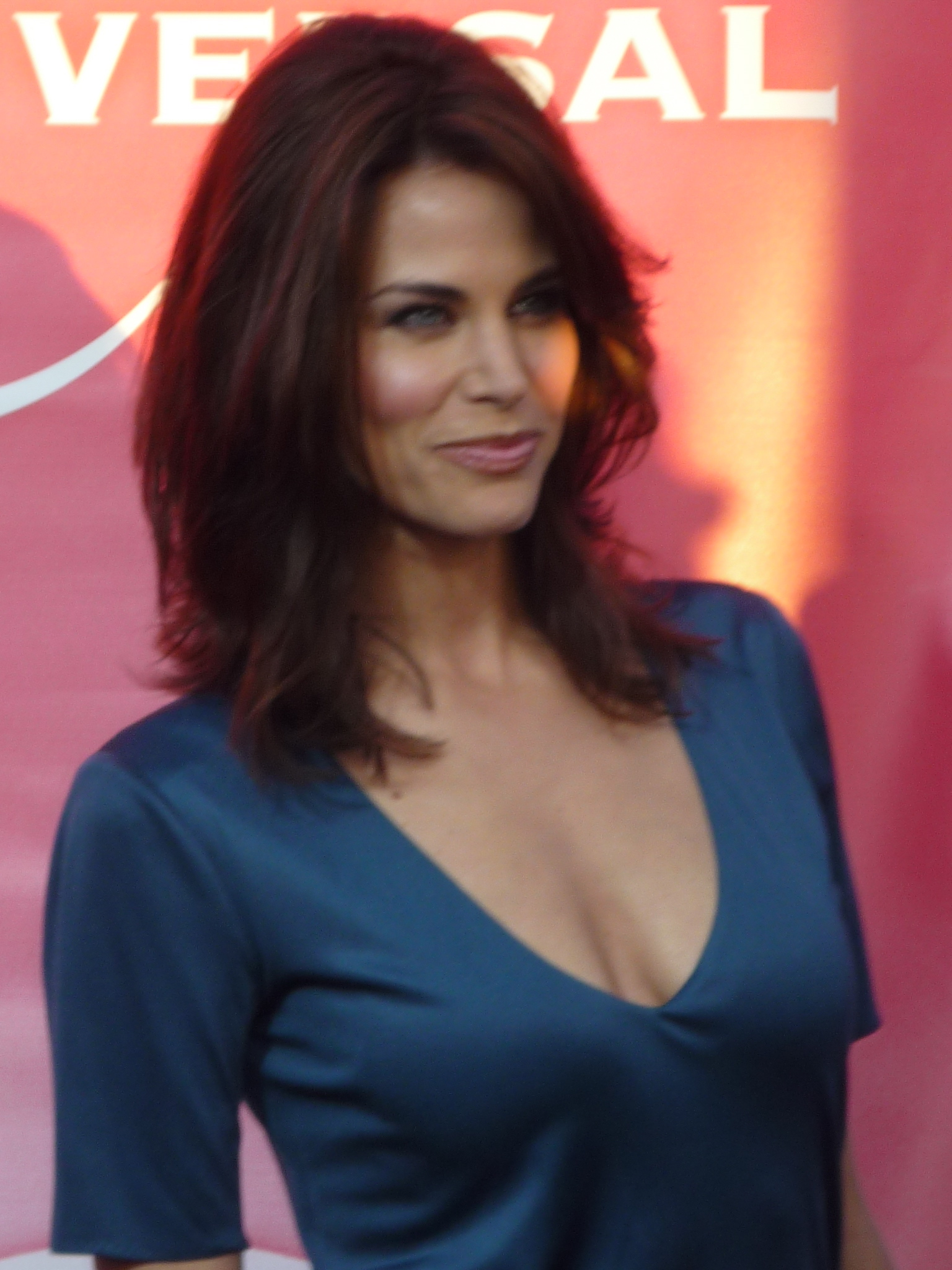
Brooke Burns (* 1978)

- Burns, Buck, US-amerikanischer Schauspieler
- Burns, Burnie (* 1973), US-amerikanischer Drehbuchautor, Filmproduzent, Schauspieler und Synchronsprecher
- Burns, Callum (* 1996), australisch-neuseeländischer Eishockeyspieler
- Burns, Carolyn (* 1942), neuseeländische Zoologin und Hochschullehrerin
- Burns, Cat (* 2000), britische Popsängerin
- Burns, Catherine (1945–2019), US-amerikanische Schauspielerin
- Burns, Catherine Lloyd (* 1961), US-amerikanische Schauspielerin
- Burns, Charles (* 1955), US-amerikanischer Künstler, Comiczeichner und -autor
- Burns, Christian (* 1974), britischer Sänger
- Burns, Christian C. (* 1985), US-amerikanischer Basketballspieler
- Burns, Conor (* 1972), britischer Politiker
- Burns, Conrad (1935–2016), US-amerikanischer Politiker
- Burns, Dave (1924–2009), US-amerikanischer Jazz-Trompeter
- Burns, David (1902–1971), US-amerikanischer Schauspieler und Sänger
- Burns, David (* 1963), britischer Mathematiker
- Burns, Donnie (* 1959), britischer Turniertänzer
- Burns, Eddie (1928–2012), US-amerikanischer Blues-Musiker
- Burns, Edward (* 1968), US-amerikanischer Schauspieler, Regisseur, Filmproduzent und DrehbuchautorEdward Burns (* 1968)

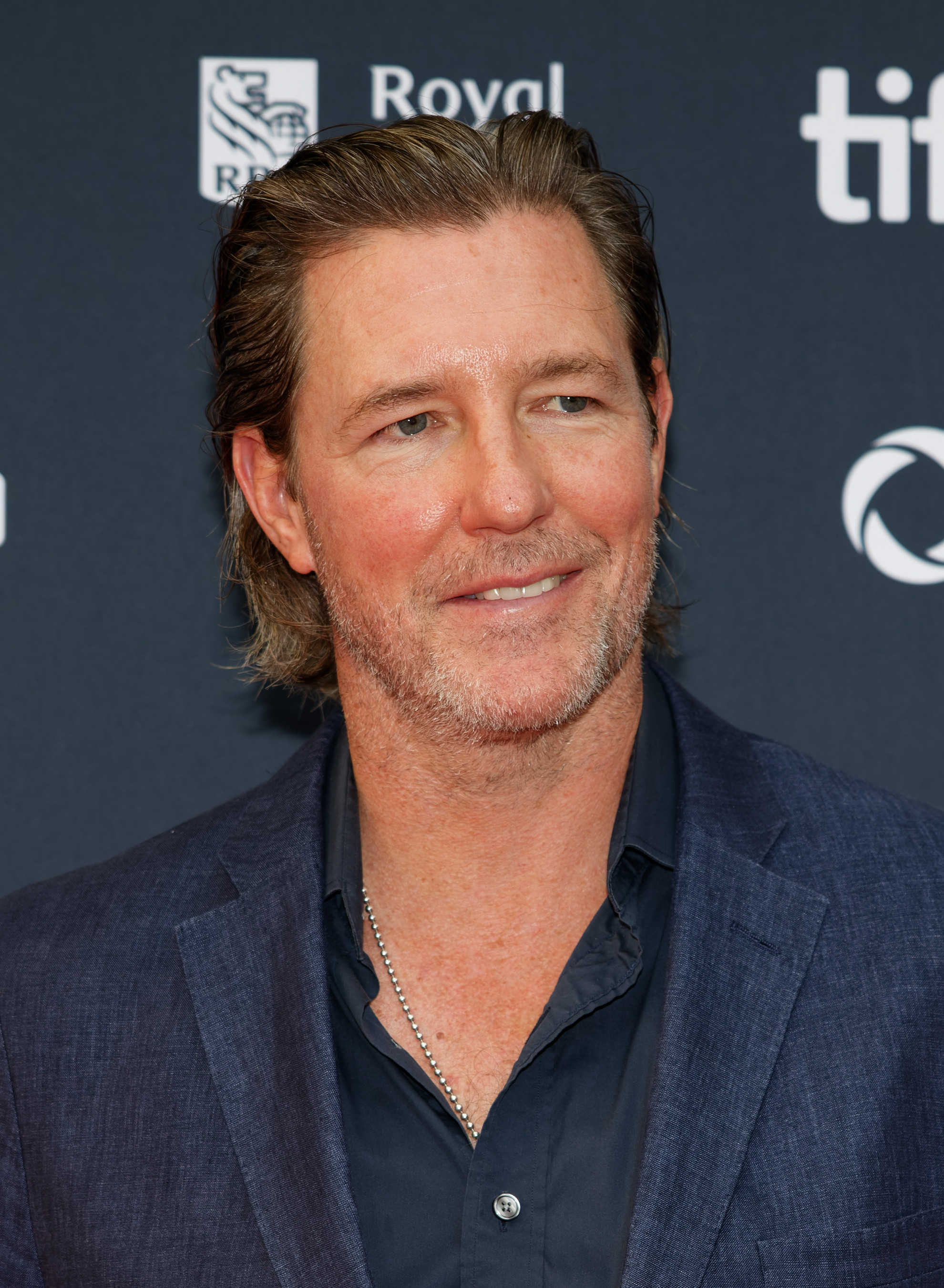
Edward Burns (* 1968)

- Burns, Edward James (* 1957), US-amerikanischer Geistlicher, römisch-katholischer Bischof von Dallas
- Burns, Edward P. (* 1946), US-amerikanischer Autor, Drehbuchautor und Filmproduzent
- Burns, Eedson Louis Millard (1897–1985), kanadischer General
- Burns, Emelia (* 1982), australische Schauspielerin
- Burns, Findley, Jr. (1917–2003), US-amerikanischer Diplomat, Botschafter in Ecuador und Jordanien
- Burns, George (1896–1996), US-amerikanischer Schauspieler
- Burns, Heather (* 1975), US-amerikanische Schauspielerin
- Burns, Howard (1939–2025), britischer Architekturhistoriker
- Burns, Ian (1939–2015), schottischer Fußballspieler
- Burns, Ian (* 1985), englischer Snookerspieler
- Burns, Jacob (* 1978), australischer Fußballspieler
- Burns, Jacqueline (* 1997), nordirische Fußballtorhüterin
- Burns, Jaira (* 1997), US-amerikanische Sängerin
- Burns, James (1846–1923), australischer Politiker, Unternehmer, Offizier und Mitglied des Legislativrates von New South Wales
- Burns, James Henry (1885–1972), Generalmajor der US-Army
- Burns, James MacGregor (1918–2014), amerikanischer Politologe und Historiker
- Burns, Jeffrey (1950–2004), US-amerikanischer Komponist und Pianist
- Burns, Jere (* 1954), US-amerikanischer Schauspieler
- Burns, Jerry (1927–2021), US-amerikanischer Footballtrainer
- Burns, Jethro (1920–1989), US-amerikanischer Bluegrass- und Countrymusiker
- Burns, Jimmy (* 1943), amerikanischer Soul-Blues-Gitarrist, Sänger und Songwriter
- Burns, Joel (* 1975), US-amerikanisch-britischer Basketballspieler
- Burns, John Anthony (1909–1975), US-amerikanischer Politiker
- Burns, John Elliot (1858–1943), britischer Politiker
- Burns, John F. (* 1944), US-amerikanischer Journalist
- Burns, John Horne (1916–1953), amerikanischer Schriftsteller
- Burns, John L. (1793–1872), US-amerikanischer Veteran und Teilnehmer der Schlacht von Gettysburg
- Burns, Joseph (1800–1875), US-amerikanischer Politiker
- Burns, Kahle (* 1988), australischer Pokerspieler
- Burns, Ken (1931–2016), englischer Fußballschiedsrichter
- Burns, Ken (* 1953), US-amerikanischer RegisseurKen Burns (* 1953)

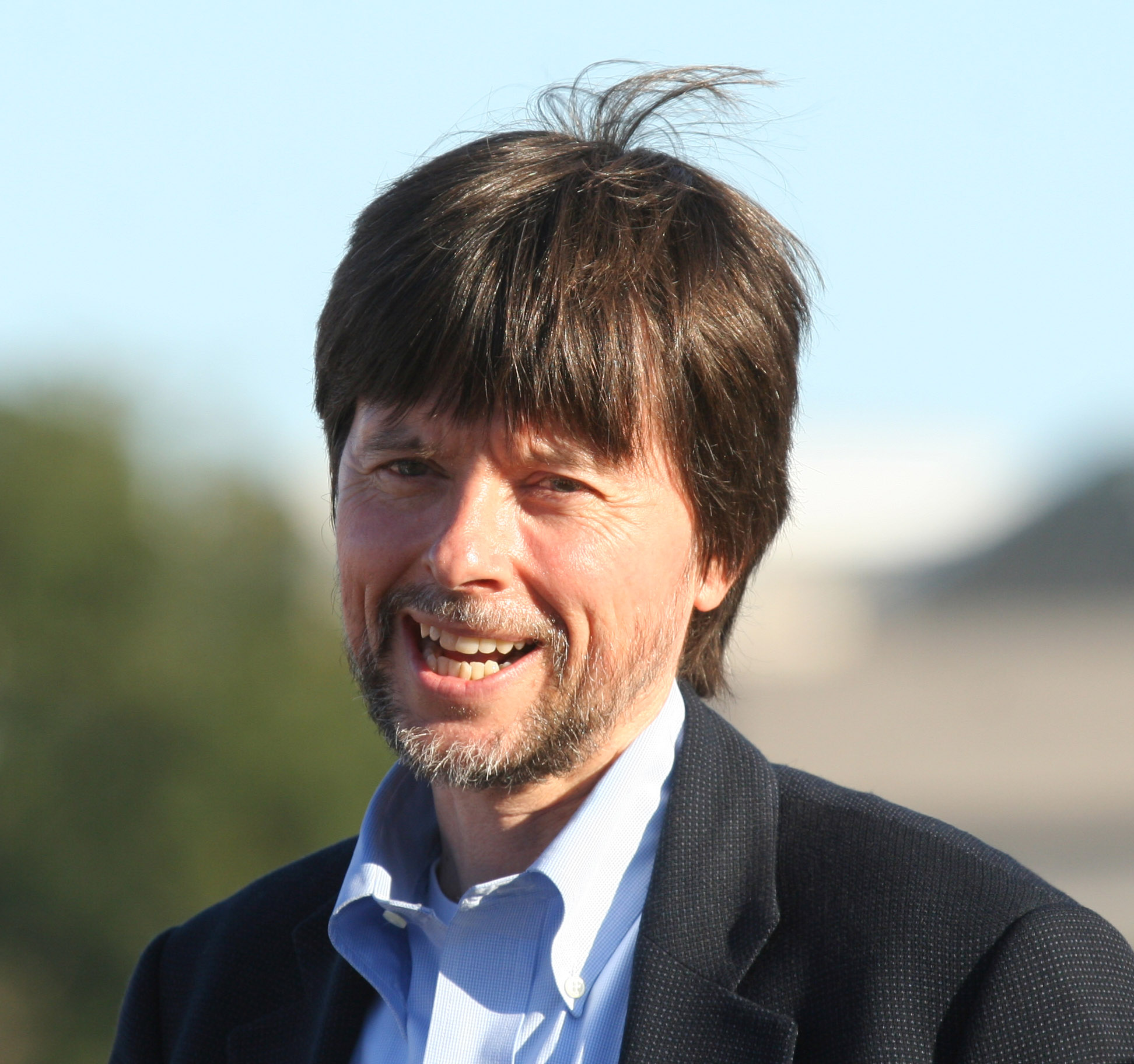
Ken Burns (* 1953)

- Burns, Kenneth D. (1930–2012), US-amerikanischer Offizier, Generalmajor der US Air Force
- Burns, Kenny (* 1953), schottischer Fußballspieler
- Burns, Kevin (1955–2020), US-amerikanischer Filmproduzent und Regisseur
- Burns, Lauren (* 1974), australische Taekwondoin
- Burns, Les (1944–2019), englischer Fußballspieler
- Burns, Lindsay (* 1965), US-amerikanische Ruderin
- Burns, Lucy (1879–1966), US-amerikanische Suffragette und Frauenrechtlerin
- Burns, Lydia (1827–1878), irische Baumwollspinnerin und Ehefrau von Friedrich Engels
- Burns, Marc (* 1983), Leichtathlet aus Trinidad und Tobago
- Burns, Marilyn (1949–2014), US-amerikanische Schauspielerin
- Burns, Mark (1936–2007), britischer Schauspieler
- Burns, Marsha (* 1945), US-amerikanische Fotografin
- Burns, Mary (1821–1863), irische Baumwollspinnerin und Ehefrau von Friedrich Engels
- Burns, Max (* 1948), US-amerikanischer Politiker
- Burns, Megan (* 1986), britische Schauspielerin und Musikerin
- Burns, Mike (* 1970), US-amerikanischer Fußballspieler
- Burns, Nathan (* 1988), australischer Fußballspieler
- Burns, Pat (1952–2010), kanadischer Eishockeyspieler und -trainer
- Burns, Pauline Powell (1876–1912), US-amerikanische Malerin und Pianistin
- Burns, Pete (1959–2016), britischer Popsänger, Songschreiber und eine FernsehpersönlichkeitPete Burns (1959–2016)
- Burns, R. Nicholas (* 1956), US-amerikanischer Diplomat
- Burns, Ralph (1922–2001), amerikanischer Komponist und Songschreiber
- Burns, Richard (1971–2005), britischer Rallye-Weltmeister
- Burns, Ricky (* 1983), schottischer Boxer
- Burns, Robert (1759–1796), schottischer Schriftsteller und PoetRobert Burns (1759–1796)

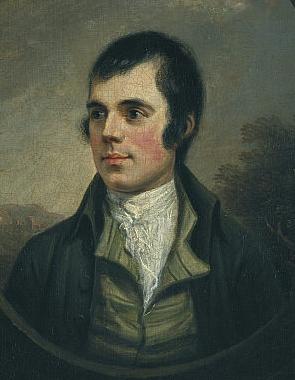
Robert Burns (1759–1796)

- Burns, Robert (1792–1866), US-amerikanischer Politiker
- Burns, Robert (1874–1950), US-amerikanischer Politiker
- Burns, Robert (* 1968), australischer Radrennfahrer
- Burns, Robert Kyle (1896–1982), US-amerikanischer Wissenschaftler
- Burns, Scott, US-amerikanischer Musikproduzent
- Burns, Scott Z. (* 1962), US-amerikanischer Drehbuchautor, Filmregisseur und Filmproduzent
- Burns, Sonny (1930–1992), US-amerikanischer Country- und Rockabilly-Sänger
- Burns, Stef (* 1959), US-amerikanischer Rockmusiker
- Burns, Stephen W. (1954–1990), US-amerikanischer Filmschauspieler
- Burns, Steven (* 1973), US-amerikanischer Schauspieler und Musiker
- Burns, Terence, Baron Burns (* 1944), britischer Ökonom und Politiker
- Burns, Thomas (1796–1871), schottischer Pfarrer, Kolonialist in Otago und Mitbegründer von Dunedin, Neuseeland
- Burns, Thomas Matthew (* 1944), nordirischer Ordensgeistlicher, emeritierter römisch-katholischer Bischof von Menevia
- Burns, Timothy (1820–1853), US-amerikanischer Politiker
- Burns, Tito (1921–2010), britischer Jazz-Akkordeonist, Bandleader und Promoter
- Burns, Tom (1913–2001), britischer Industrie- und Organisationssoziologe
- Burns, Tom R. (1937–2025), US-amerikanisch-schwedischer Soziologe
- Burns, Tommy (1881–1955), kanadischer Boxer und Weltmeister im Schwergewicht (1906–1908)
- Burns, Tommy (1956–2008), schottischer Fußballspieler und -trainer
- Burns, Ursula (* 1958), US-amerikanische Managerin
- Burns, Vanessa, kanadische Schauspielerin, Produzentin und Drehbuchautorin
- Burns, W. Haydon (1912–1987), US-amerikanischer Politiker
- Burns, Wes (* 1994), walisischer Fußballspieler
- Burns, William (1875–1953), kanadischer Lacrossespieler
- Burns, William (1878–1964), kanadischer Curler
- Burns, William Chalmers (1815–1868), schottischer Missionar in China
- Burns, William F. (1932–2021), US-amerikanischer Offizier, Generalmajor der US-Army
- Burns, William John (1861–1932), US-amerikanischer Privatdetektiv und Direktor des Bureau of Investigation
- Burns, William Joseph (* 1956), US-amerikanischer DiplomatWilliam Joseph Burns (* 1956)

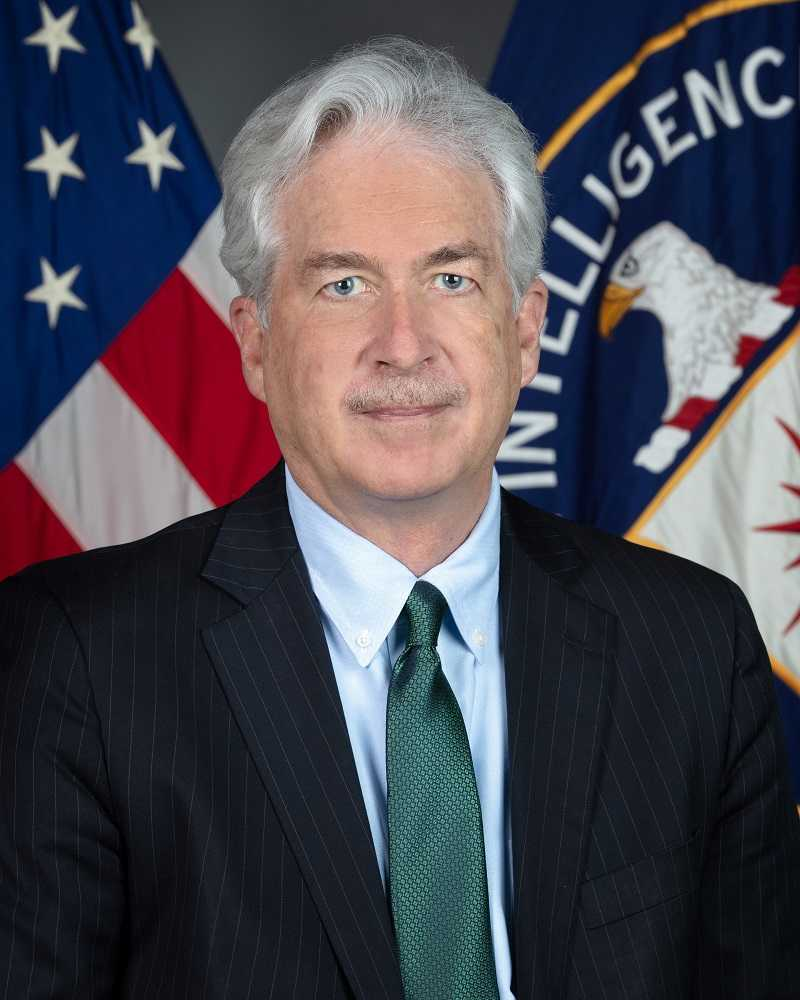
William Joseph Burns (* 1956)

- Burns-Hansen, Nicole (* 1973), Schweizer Tanzsportlerin und Wertungsrichterin
- Burnshaw, Stanley (1906–2005), US-amerikanischer Poet, Kritiker, Verleger, Herausgeber und Autor
- Burnside, Ambrose (1824–1881), General der Nordstaaten im Sezessionskrieg und PolitikerAmbrose Burnside (1824–1881)

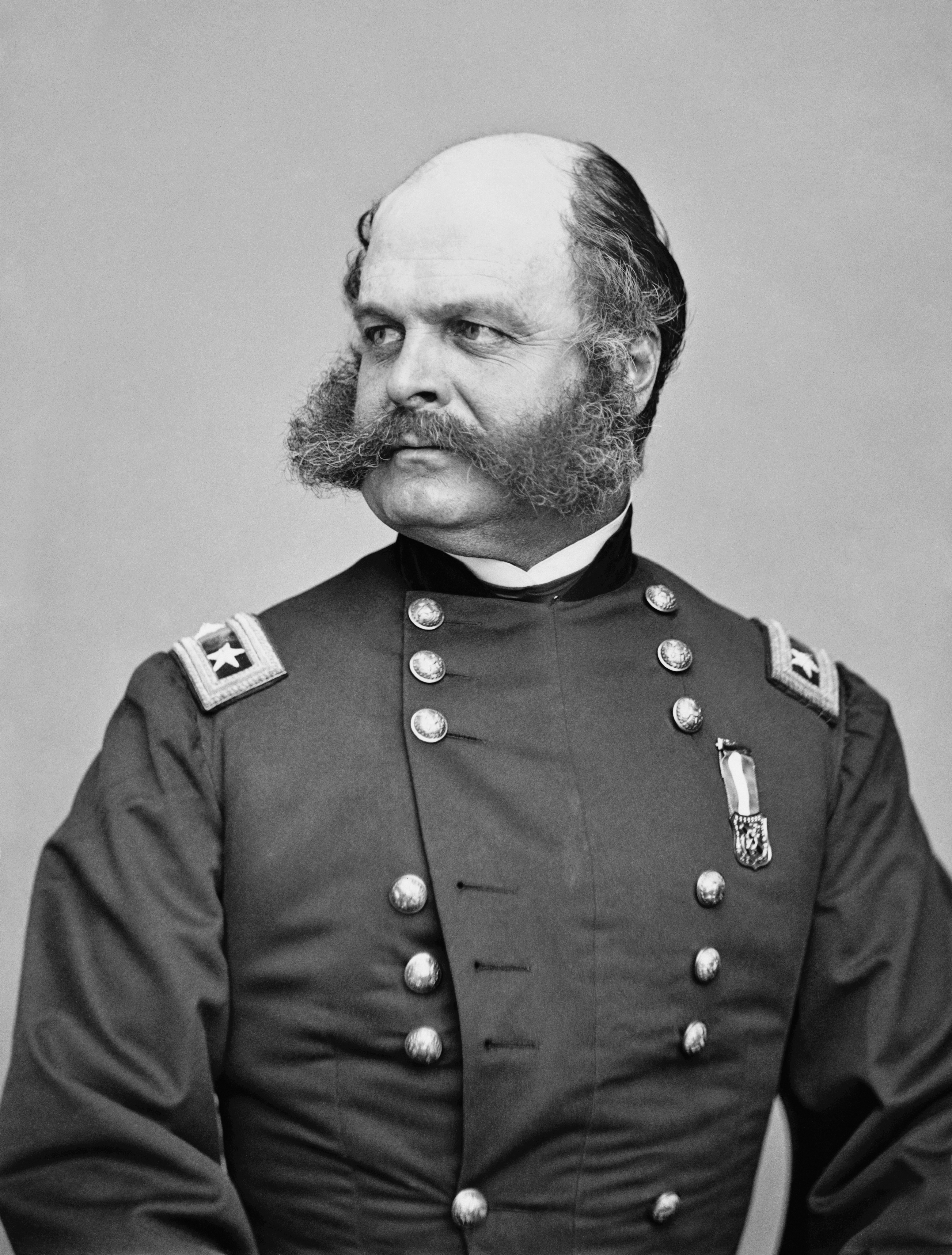
Ambrose Burnside (1824–1881)

- Burnside, Cara-Beth (* 1971), US-amerikanische Skateboarderin und Snowboarderin
- Burnside, Cedric (* 1978), US-amerikanischer Blues-Gitarrist, Schlagzeuger, Sänger und Songwriter
- Burnside, Iain (* 1957), englischer Pianist
- Burnside, John (1955–2024), schottischer Schriftsteller und Lyriker
- Burnside, Maurice G. (1902–1991), US-amerikanischer Politiker
- Burnside, R. L. (1926–2005), US-amerikanischer Bluessänger
- Burnside, Thomas (1782–1851), US-amerikanischer Jurist und Politiker
- Burnside, Vi (1915–1964), US-amerikanische Tenorsaxophonistin des Swing
- Burnside, William (1852–1927), englischer Mathematiker
- Burnstein, Jim, US-amerikanischer Drehbuchautor, Filmproduzent, Schauspieler und Hochschullehrer
- Burnstine, Norman (1908–1964), US-amerikanischer Drehbuchautor
- Burnstock, Geoffrey (1929–2020), britisch-australischer Neurobiologe

### Burnu
- Burnum Burnum (1936–1997), australischer Aborigines-Aktivist, Schauspieler und Schriftsteller

### Burny
- Burnyeat, Myles Frederic (1939–2019), britischer Philosoph und Philosophiehistoriker